# 1973 au cinéma
| Années du cinéma : 1970 - 1971 - 1972 - 1973 - 1974 - 1975 - 1976    |
| Décennies du cinéma : 1940 - 1950 - 1960 - 1970 - 1980 - 1990 - 2000 |

Cet article présente les faits marquants de l'année 1973 au cinéma.

## Événements
- Marco Ferreri présente La Grande Bouffe au Festival de Cannes et déclenche un scandale.
- Jean Eustache présente La Maman et la Putain au même festival et déclenche aussi un scandale[1].
- Fermeture et démolition du Gaumont Palace à Paris
- Brigitte Bardot met un terme à sa carrière d'actrice.
- La superstar malaisienne P. Ramlee est décédée des suites d'une maladie cardiaque à l'âge de 44 ans. Il est apparu dans 66 films.

## Principales sorties en salles enFrance

### Films français
- 8 février : État de siège, film de Costa-Gavras, avec Yves Montand
- 22 février : L'An 01 de Jacques Doillon, Gébé, Alain Resnais et Jean Rouch
- 7 mars : L’Affaire Dominici de Claude Bernard-Aubert
- 30 août : Poil de carotte, film d'Henri Graziani.
- 13 septembre : Juge et Hors-la-loi (The Life and Times of Judge Roy Bean) de John Huston
- 20 septembre : L'Événement le plus important depuis que l'homme a marché sur la Lune, film de Jacques Demy avec Catherine Deneuve et Marcello Mastroianni.
- 23 novembre : Le Magnifique, film de Philippe de Broca, avec Jean-Paul Belmondo et Jacqueline Bisset

### Autres films
- 15 mars : Ludwig ou le Crépuscule des dieux (Ludwig), film franco-germano-italien de Luchino Visconti, avec Helmut Berger, Trevor Howard, Romy Schneider et Silvana Mangano
- 22 mars : L'Héritier (L'erede), film franco-italien de Philippe Labro, avec Jean-Paul Belmondo, Jean Rochefort et Carla Gravina
- 17 mai : La Grande Bouffe (La grande abbuffata), film franco-italien de Marco Ferreri
- 20 septembre : L'Emmerdeur (Il rompiballe), film franco-italien d'Édouard Molinaro, avec Lino Ventura et Jacques Brel
- 18 octobre : Les Aventures de Rabbi Jacob (Le folli avventure di Rabbi Jacob), film franco-italien de Gérard Oury, avec Louis de Funès
- 25 octobre : Deux hommes dans la ville (Due contro la città), film franco-italien de José Giovanni, avec Alain Delon et Jean Gabin
- 13 décembre : Mais où est donc passée la 7ème compagnie ? de Robert Lamoureux, avec Pierre Mondy, Jean Lefebvre et Aldo Maccione

## Principaux films de l'année
- Amarcord (d’après une locution en dialecte italien de la région Émilie-Romagne qui signifie je me souviens), film autobiographique de Federico Fellini.
- American Graffiti, film de George Lucas
- Les Aventures de Rabbi Jacob, film de Gérard Oury.
- L'Exorciste, film de William Friedkin
- Magnum Force, réalisé par Ted Post, deuxième film de la saga de L'Inspecteur Harry
- La Maman et la Putain, de Jean Eustache
- Opération Dragon, de Robert Clouse, avec Bruce Lee
- Le Voleur qui vient dîner (1973), de Bud Yorkin et Walter Hill
- R.A.S, film sur la Guerre d'Algérie d'Yves Boisset.
- Serpico, de Sidney Lumet
- La Société du spectacle, film de Guy Debord et La dialectique peut-elle casser des briques ? de René Viénet.
- Soleil vert, film de Richard Fleischer
- Les Trois Mousquetaires, film de Richard Lester
- La Nuit américaine, (Oscar du meilleur film international) film de François Truffaut
- Mon nom est Personne, film de Tonino Valerii
- Trois Noisettes pour Cendrillon, film germano-tchécoslovaque réalisé par Václav Vorlíček
- L'Événement le plus important depuis que l'homme a marché sur la Lune, film français de Jacques Demy avec Catherine Deneuve et Marcello Mastroianni.

## Festivals

### Cannes
- Palmes d'or : L'Épouvantail de Jerry Schatzberg et La Méprise d’Alan Bridges.
- Grand Prix Spécial du Jury : La Maman et la Putain, de Jean Eustache.

### Autres festivals
- Premier Festival international du film fantastique d’Avoriaz.
- 4e édition du Festival panafricain du cinéma et de la télévision de Ouagadougou. Les mille et une nuits, de Souheil Ben Barka (Maroc) obtient le grand prix (Étalon de Yennenga).

## Récompenses

### Oscars
- L'Arnaque de George Roy Hill remporte l'Oscar du meilleur film (ainsi que l'Oscar du meilleur réalisateur pour George Roy Hill, celui du meilleur scénario original pour David S. Ward, de la meilleure direction artistique pour Henry Bumstead et James Payne, des meilleurs costumes pour Edith Head et du meilleur montage pour William Reynolds).
- John Houseman remporte l'Oscar du meilleur acteur dans un second rôle pour son interprétation d'un professeur implacable dans La Chasse aux diplômes.

### Autres récompenses
- La Maman et la Putain de Jean Eustache remporte le Prix de la Fédération de la presse cinématographique internationale[2].

## Box-office
- France :

1. Les Aventures de Rabbi Jacob de Gérard Oury (7 295 811 entrées)
2. Mon nom est Personne de Tonino Valerii (4 733 136 entrées)
3. Mais où est donc passée la septième compagnie ? de Robert Lamoureux (3 944 014 entrées)

- États-Unis :

1. x
2. x
3. x

## Principales naissances
- 1er janvier : Danny Lloyd
- 12 janvier : Joseph M. Smith
- 12 février : Tara Strong
- 25 février : Hélène de Fougerolles
- 1er mars : Jack Davenport
- 4 mars : Len Wiseman
- 9 mars : Rona Hartner
- 10 mars : Eva Herzigová
- 20 mars : Noam Gonick
- 24 mars : Jim Parsons
- 7 avril : Kasan Butcher
- 10 avril : Guillaume Canet
- 14 avril : Adrien Brody
- 2 mai : Florian Henckel von Donnersmarck
- 17 mai : Sasha Alexander
- 15 juin : Neil Patrick Harris
- 21 juin : Juliette Lewis
- 3 juillet : Patrick Wilson
- 4 juillet : Gackt Camui
- 18 juillet : Tim Clague
- 26 juillet : Kate Beckinsale
- 29 juillet : Stephen Dorff
- 1 août : Alexandre Deleage
- 6 août : Vera Farmiga
- 14 août : Romane Bohringer
- 22 août : Kristen Wiig
- 25 août : Fatih Akin
- 12 septembre : Paul Walker
- 13 septembre : Kelly Chen
- 13 septembre : Sabine Koning
- 18 septembre : James Marsden
- 3 octobre : 
  - Neve Campbell
  - Lena Headey
- 6 octobre : Ioan Gruffudd
- 22 octobre : Carmen Ejogo
- 26 octobre : Seth MacFarlane
- 1er novembre : Aishwarya Rai
- 2 novembre : Marisol Nichols
- 2 décembre : Michaël Youn
- 3 décembre : Holly Marie Combs
- 4 décembre : Tyra Banks

## Principaux décès
- 31 mars : Jean Tissier, comédien français
- 11 mai : Lex Barker, acteur américain
- 29 mai : P. Ramlee, acteur, réalisateur et musicien malaisien
- 6 juillet : Joe E. Brown, acteur américain
- 2 août : Jean-Pierre Melville, cinéaste français
- 6 août : André Brunot, acteur français
- 31 août : John Ford, réalisateur de cinéma américain
- 26 septembre : Anna Magnani, actrice italienne
- 3 novembre : Marc Allégret, réalisateur et scénariste français